# 扎拉级重巡洋舰
扎拉级重巡洋舰（義大利語：Incrociatori pesanti classe Zara）是意大利皇家海军在战间期设计的重巡洋舰，从1920年代末到1930年代初共建造四艘，分别为扎拉号、阜姆号、戈里齐亚号和波拉号。前三艘的外形基本一致，而波拉号为担任舰队旗舰，在司令塔的结构上有所不同。比起之前的特伦托级重巡洋舰，扎拉级是意大利重巡洋舰设计的一次重大改进，极速略有降低，而装甲大幅增加。在华盛顿海军条约有效期间，扎拉级是当时世界上防御水平最佳的重巡洋舰。但事实上，该级已违反了条约对重巡洋舰10,000長噸（10,160公噸）的吨位限制，而且這級重巡洋艦差劣的水下防禦能力也嚴重削弱了其裝甲防護效力。
四艘扎拉级在战间期隶属于義大利皇家海軍主力舰队，经常在演習和海上阅兵中抛头露面。西班牙内战爆发后，表面上奉行不干涉主义的意大利派波拉号前往西班牙巡逻，戈里齐亚号则负责疏散驻西班牙的侨民。在1939年4月義大利吞并阿爾巴尼亞的军事行动中，扎拉级以舰炮支援陆军行动。意大利对英、法宣战后，四艘扎拉级活跃于地中海战场，和英國皇家海軍地中海舰队频繁交火，争夺制海權。1941年3月29日，两军舰队在马塔潘角短兵相接，扎拉级遭遇英军三艘战列舰偷袭。一夜之间，扎拉号、阜姆号和波拉号被击沉，只有戈里齐亚号逃过一劫。
戈里齐亚号在接下来的两年继续南征北战，参与了包括第一次和第二次苏尔特海战等战事。1943年4月，她在一次美军大空袭被炸成重伤，拖到拉斯佩齐亚大修。同年9月，義大利投降，停在港口的戈里齐亚号被納粹德國接管。为防止德军用其阻塞港口，意大利派出蛙人，试图用人操鱼雷将她击沉，但没有成功。戈里齐亚号瘫痪于港口内直至战争结束，并于1947年被意大利海军拆毁。

## 设计
作为探索重巡洋舰概念的先驱，意大利海军在1925年设计建造了世界上首批重巡洋舰之一的特伦托级。特伦托级拥有八门203（8.0英寸）主炮和高达35.65节的高速，足以抗衡法國海軍的杜肯级重巡洋舰。但特伦托级还未下水，意大利海军已开始质疑其设计的合理性。为强调高速航行，特伦托级的船体过于修长，造成凌波性和复原性较差。更为关键的是，特伦托级的防护设计严重不足，其主装甲带仅70（2.8英寸）厚，生存性堪忧。为纠正这些缺陷，意海军司令部提出，下一代重巡洋舰设计应更加平衡，尤其需重视装甲防护。侧舷装甲带厚度应达200（7.9英寸），火力保持八门203毫米舰炮不变，极速则至少达到32节。
意大利皇家海軍首席设计师菲利普·邦菲莱蒂（義大利語：Filippo Bonfiglietti）经研究认为，这一指标与华盛顿海军条约10,000長噸（10,160公噸） 的基准排水量限制将无法两全。对此，意海军司令部作出批示，允许新设计超过排水量限制，同时要求尽量精简舰载装备以减轻重量。再三权衡后，侧舷装甲带的厚度略有削减，鱼雷发射管也被去除，甚至原本特伦托级上的四轴推进为了减重也改成了两轴推进。尽管做出了种种努力，新设计仍比海军条约规定的上限重至少1,500長噸（1,524公噸）。
1928年，新重巡洋舰设计方案定型，意大利海军司令部批准建造四艘，全部以第一次世界大战尾聲意大利王國從正在崩潰的奧匈帝國手中佔領的克羅地亞地區城市：「扎拉」命名：前两艘扎拉号和阜姆号纳入1928~1929年建造计划；三号舰戈里齐亚号预定1929~1930年建造；而四号舰波拉号计划于1930~1931建造年度开工。

### 舰体概观

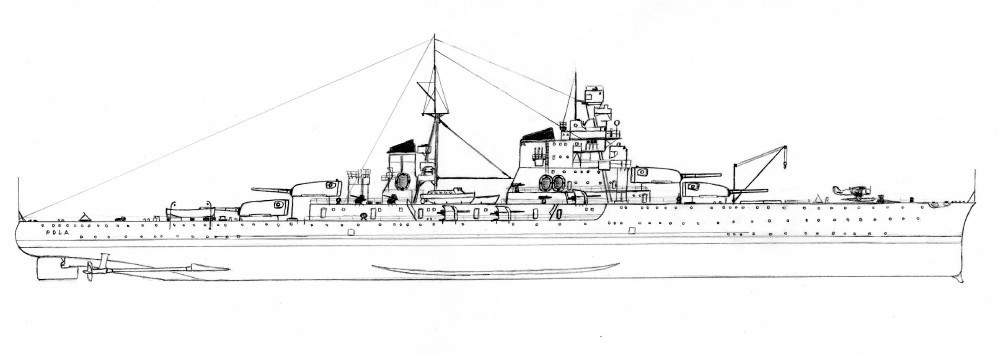
波拉号重巡洋舰侧视图。

扎拉级船体全长182.8米（599英尺9英寸），水线长度179.6米（589英尺3英寸）；船寬20.62米（67英尺8英寸）；吃水7.2米（23英尺7英寸）。虽然船宽和特伦托级相仿，但扎拉级的全长短了将近15米（49英尺3英寸），在稳定性和回旋性能上更胜一筹。船型放弃了特伦托级上采用的平直上甲板，转而采用高干舷前甲板搭配低干舷主甲板的艏楼船型。四艘船的排水量略有参差，最轻的是阜姆号，基准排水量和满载排水量分别为11,326長噸（11,508公噸）和13,944長噸（14,168公噸）；最重的戈里齐亚号基准排水量和满载排水量则分别为11,712長噸（11,900公噸）和14,330長噸（14,560公噸）。扎拉级的前三艘出于减重考量，舰桥设计得较为简洁。而预定作为舰队旗舰的波拉号为了容纳指挥设施，其舰桥结构要大得多，一直延伸到烟囱附近。扎拉级的前后主桅都采用三角桅杆，并以前桅杆为舰桥的支撑结构。全舰船员水手810人、軍官31人，共计841人。
扎拉级的主机为两台帕森型蒸汽渦輪發動機。在阜姆号上，驱动轮机的是亚罗型锅炉；而在其他三艘上则一律采用桑尼克罗夫特型锅炉，两种均为重油锅炉。八台锅炉分布于五个防水隔舱内，从舰舯的两根烟囱排放燃烟。两组主机的总输出功率被设定为95,000匹軸馬力（71,000千瓦特），以实现32節（59每小時）的最高时速。但在实际海试中，四艘扎拉级的锅炉都发挥出至少118,000匹軸馬力（88,000千瓦特）的功率，跑出了33—35節（61—65每小時）的高航速。服役后速度也保持在31—32節（57—59每小時）。在航速16節（30每小時），满载2,300—2,400長噸（2,337—2,439公噸）燃油的情况下，扎拉级的航程一般为4,850—5,400海里（8,980—10,000）。而若以全速行驶，其航程就会骤减至1,150—1,900海里（2,130—3,520）。和许多意大利海军大型军舰一样，扎拉级也有“腿短”的问题。但考虑到其活动海域仅限于地中海，航程短并不会对作战行动构成严重影响。

### 武器装备

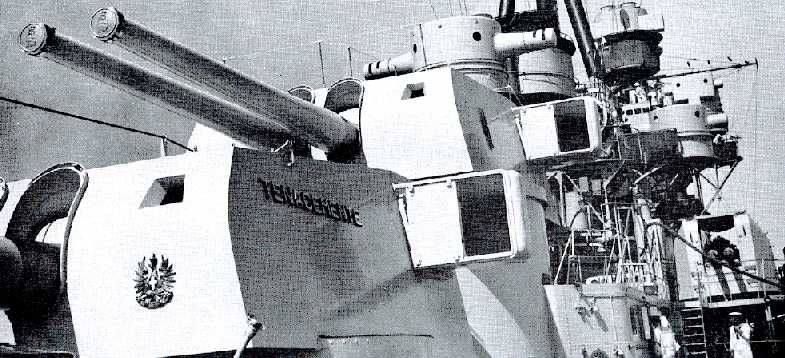
扎拉号舰尾炮塔，注意两门炮安装得极近。炮塔上写有“Tenacemente”，意为“坚韧不拔”。

扎拉级的主武器为八门203毫米27年式53倍径舰炮，由特伦托级装备的203毫米24年式50倍径舰炮改进而来。新型舰炮的身管加长了24英寸（61），炮口初速和射程都相应有所增加。发射125.3（276英磅）的被帽穿甲弹时初速为940每秒（3,100英尺每秒），最大射程达34,521碼（31,566）。在海军假日时期，扎拉级是列强重巡洋舰中主炮射程最远纪录保持者，直到1939年装备60倍径20.3厘米 SK C/34舰炮的希佩尔海军上将级巡洋舰问世才将其打破。不过，当时意大利军工厂缺乏有效的品質管制，为这门主炮生产的炮弹往往公差较大，良莠不齐，对主炮精度产生了不良影响。八门主炮布置在四座双联装炮塔内，以二前二后的背负式布局配置于前后甲板，每座炮塔重达178.1長噸（181.0公噸）。火炮的俯仰和回旋都由电动机驱动，俯仰速度每秒5度，回旋速度每秒6度。俯仰区间为-5~+45度。装弹机为液压驱动，可在任意角度装填，射速约每分钟2~3.8发，每门炮备弹157发。扎拉级延续了特伦托级的炮塔设计，将每座炮塔内的两门火炮安装于同一个炮架上，之间相距仅一米，为的是尽可能减轻重量。缺点就是过近的间距导致两门主炮发射的炮弹在飞行过程中相互干扰，令精度问题雪上加霜。为尝试解决这一问题，意大利海军曾配发一种减装药的炮弹，将初速降至900每秒（3,000英尺每秒），最终也无甚效果。
刚完工时，扎拉级的防空火力由16门100毫米47倍径高射炮、四门40毫米39倍径高射炮和四挺13.2毫米高射机枪构成，全部为国产化的舶来品。100毫米47倍径高射炮本质上是斯柯达公司在1910年为奧匈帝國海軍拉德茨基级准无畏舰设计的K10 100毫米副炮。一战结束后，意大利海军接收了一批装备该炮的奥匈帝国战舰，对该炮设计十分欣赏，便加以逆向工程，并自行设计了可对空射击的双联装炮架和电动炮塔。俯仰范围为-5~+85度，射程达15,240（50,000英尺）。40毫米高射炮的原型为俗称“砰砰炮”的维克斯公司QF 2磅高射炮Mk II型。其射速200发，射高3,960（12,990英尺）。此外，在舰桥和后桅杆附近还设有四座13.2毫米双联机枪，为法国霍奇克斯M1929重机枪的仿制版。
1930年代后期，扎拉级的防空火力进行了若干现代化升级。拆除两座100毫米和所有40毫米高射炮，换装四座国产双联装37毫米54倍径高射炮。1940年，扎拉级在舰桥两侧增设两门120毫米15倍径榴弹炮，专门用来发射照明弹。到了1942年，幸存的戈里齐亚号又将其撤去，用两座双联装37毫米高射炮取代；1943年，她接受了最后一次改造，六座双联装和两座单管20毫米布雷達M35機炮替换了过时的13.2毫米高射机枪。防空火力比起完工时已大幅提高。

### 装甲防护
扎拉级采用类似后日德兰无畏舰的集中防御布局，主炮塔、弹药库、锅炉室、轮机室等要害部门全部布置在装甲厚重的防御区内。侧舷装甲为特爾尼钢铁厂生产，经克虏伯渗碳工艺表面硬化处理的铬镍合金钢。意大利生产的这种钢材是当时世界最优良的渗碳钢之一：拥有首屈一指的硬度，同时又保持足够的韧度，对大小口径的穿甲弹均具有上佳的防御力。主装甲带在水线处最厚，达150（5.9英寸），至装甲带边缘处逐渐减薄至100（3.9英寸）。主甲板装甲采用钼钒合金钢，厚70（2.8英寸）。水线装甲带、甲板与前后两块装甲隔壁组成牢固的箱形防御区，装甲隔壁上半厚120（4.7英寸），下半厚90（3.5英寸）。在主甲板上方另有一层20（0.79英寸）的上层甲板，用来提前引爆来袭的穿甲弹。上层甲板和主装甲带间以一层30（1.2英寸）的上层装甲带相连。四座主炮塔的装甲板均为150（5.9英寸），炮塔基座也是同样厚度。舰桥司令塔由一圈150（5.9英寸）的表面硬化钢板防护，天盖也有80（3.1英寸）厚。为了抵消厚重装甲带来的头重脚轻问题，扎拉级将前烟囱以后的甲板抬高一级，顺便改善了适海性。
通过精简设计，扎拉级船体和轮机占全船总重的比例比起特伦托级分别减少了7%和9.3%；而装甲防御的比重则从8.7%大幅提高至24.8%。在美国海军得梅因级重巡洋舰于1945年问世之前，扎拉级一直是世界上防御性能最出色的重巡洋舰。
然而，由於該艦要顧及華盛頓海軍條約對重巡洋艦的噸位限制，其大幅加強的水面裝甲是基於直接犧牲整個水下防禦能力得來，扎拉級僅有傳統的雙重艦底和艦體側面細分水密結構，抗魚雷能力嚴重不足; 這為波拉号在馬塔潘角海戰中僅被劍魚式魚雷轟炸機的一發魚雷廢掉了全艦的所有動力系統，導致整個意大利艦隊在該戰鬥中暴露行蹤以及完全不能還擊和慘敗埋下伏筆( 姐妹艦扎拉号、阜姆号則被英軍戰艦直接炸沉 ); 另外，戈里齐亚号僅因一發由意大利自己發射的战车式人操鱼雷導致該艦損壞嚴重而沒法維修，也和扎拉級的水下防禦能力不足高度相關。

### 火控侦搜

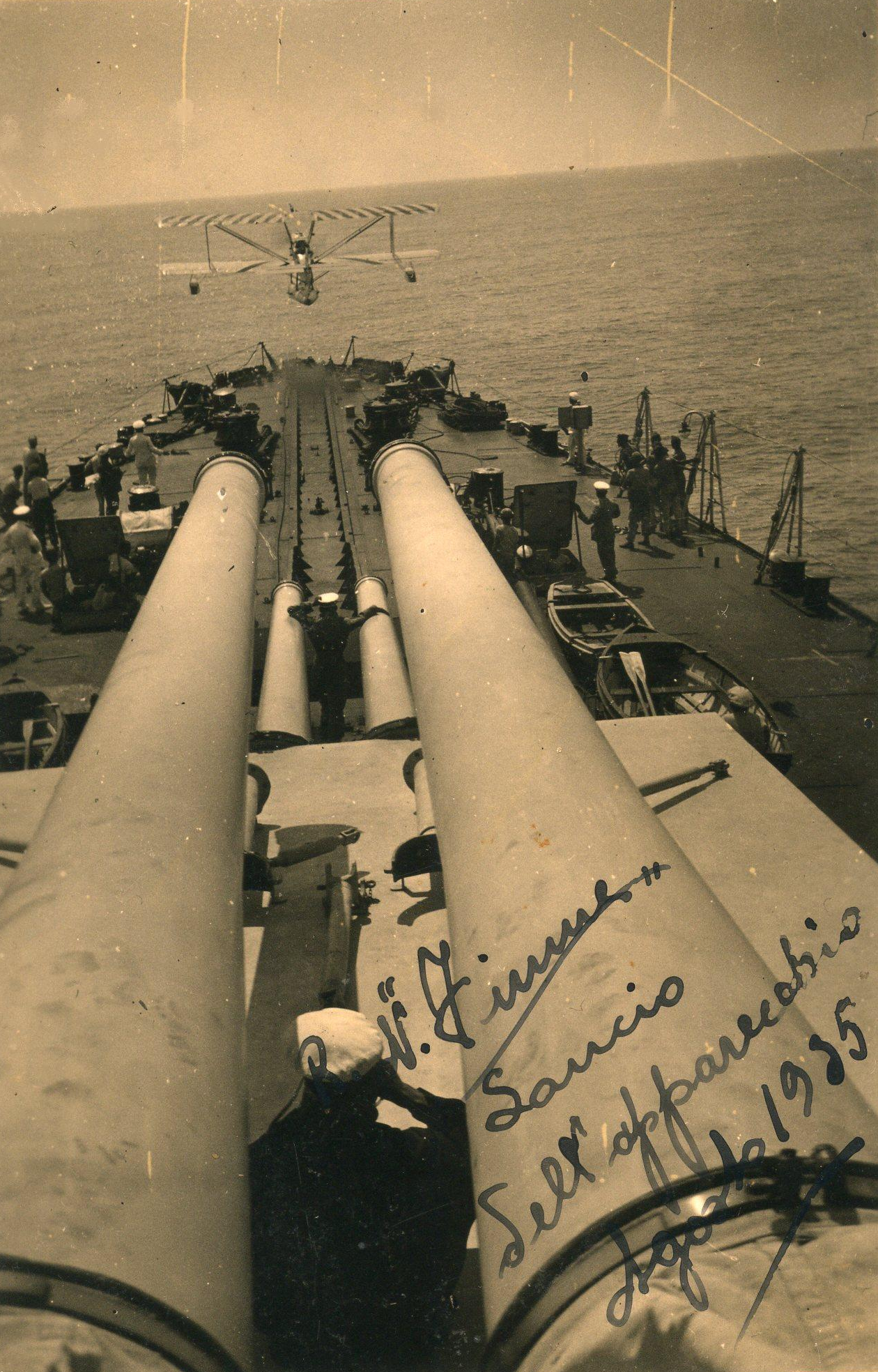
阜姆号重巡洋舰放飞水上飞机。

自一战以来，意大利海军就对其装备的火控系统颇有微词，一直在寻求测距更为精确、反应更为迅速的替代品。1922年，意大利从巴尔-斯特劳德公司进口了一套带计算机的射控装置并在特伦托级上安装试验，结果令人满意，便由伽利略公司进一步发展，成为意大利海军军舰标准火控系统。扎拉级共有两处射击指挥所，前桅杆顶部的圆塔为主指挥所，舰桥内另设有一套备用。使用时，指挥所内的观察员通过一台伽利略公司生产、基线长度5（16英尺）的合像式测距仪（测量范围为4,000—34,000（4,400—37,200碼））测出目标的距离和方位，将其输入模拟式弹道计算机，算出目标的速度和方向。再输入刻度盘上显示的本舰航速和方位，便可得出回旋角和俯仰角，向各炮塔传达射击指令。开火后，通过射击指挥所内另一台基线长度3（9.8英尺）的弹着向量测定仪（英語：Scartometer）计算弹着水柱和目标的距离，修正弹道。意大利的这种设计简单实用，在30年代初属于先进水平，并传播至蘇聯海軍，对美國海軍设计也产生了一定影响。除了主炮指挥所外，扎拉级在舰桥两侧还各有一座高炮指挥仪，每座主炮塔也有自己的测距仪。
和完善的光学设施相比，意大利的雷达技术却十分落后。尽管有无线电先驱马可尼等物理学家不断向军方推销设想，但意大利海军对无线电侦测技术兴趣缺缺，直到二战爆发也没有实用化。扎拉级重巡洋舰始终未安装雷达等无线电侦测设备，这为她们之后面对装备雷达的英國皇家海軍只能被动挨打的悲剧埋下了伏笔。
扎拉级可搭载两架水上飛機以执行偵察任务，其使用过机种型号之繁多，在各国海军中也是独树一帜。服役之初，扎拉级装备的是比亚乔P.6水上飞机，仅过一年就先后换成了马基M.41、CANT 25AR、以及CMASA MF.6等各种型号。因为性能不甚理想，每种都没在船上服役太长时间。直到1936年，更为出色的Ro.43水上飞机列装服役，才最终统一了意大利海军水上侦察机机型。机库设在船头甲板下方，出口处有升降机，可将机翼经折叠的飞机运至船头中央的弹射器；吊运飞机的电动起重机安装于A砲塔前方，其支柱在主炮射击时可折叠放倒。
由于弹射器设置于舰艏，舰舯的空间则被用来搭载舰载艇。扎拉级一般携带交通艇两艘、汽艇两艘、划艇两艘，共计六艘。此外，扎拉级在烟囱和小艇格纳库附近还装备若干硬式充气救生艇。其中波拉号由于舰桥比较大的缘故，救生艇一直挂到了上层建筑上。

## 建造
| 舰名       | 造船厂                     | 开工          | 下水           | 完工           |
| ---------- | -------------------------- | ------------- | -------------- | -------------- |
| 扎拉号     | 奥托梅莱拉拉斯佩齐亚造船厂 | 1929年7月4日  | 1930年4月27日  | 1931年10月20日 |
| 阜姆号     | 第里雅斯特技术工厂         | 1929年4月29日 | 1930年4月27日  | 1931年11月23日 |
| 戈里齐亚号 | 奥托梅莱拉里窝那造船厂     | 1930年3月17日 | 1931年12月28日 | 1932年12月23日 |
| 波拉号     | 奥托梅莱拉里窝那造船厂     | 1931年3月17日 | 1932年12月5日  | 1932年12月21日 |

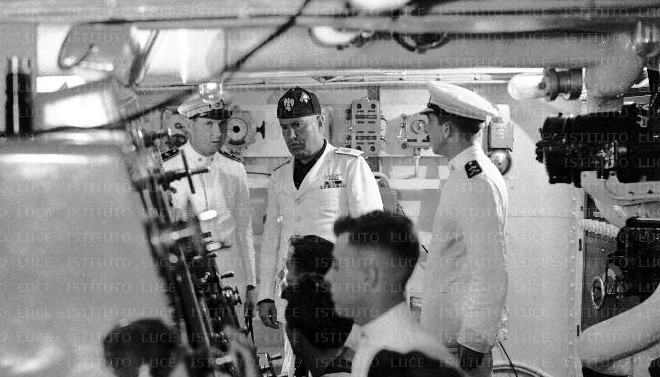
義大利大臣會議主席墨索里尼视察波拉号，1937年

按照计划，四艘扎拉级巡洋舰分别于1929年~1931年开工建造，每艘造价约1.06亿里拉（1929年物价）。虽然当时意大利王國受大萧条影响，财政紧张，但在领袖墨索里尼的大力支持下，意大利海军新舰的建造工作依然按部就班地进行。有趣的是，由于种种原因，作为二号舰的阜姆号却比扎拉号更早开工，所以扎拉级偶尔也被称为阜姆级重巡洋舰。扎拉级的建造十分迅速，每艘船从铺设龙骨到大功告成平均只需要两年时间。1931~1932年，四艘扎拉级相继完工，进入意大利海军现役。

## 服役历史

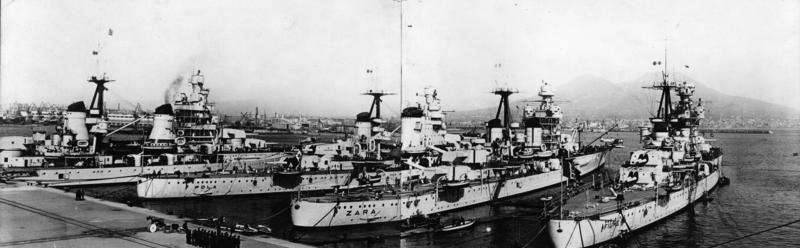
停泊于那不勒斯湾、准备迎接希特勒检阅的扎拉级重巡洋舰。左起：戈里齐亚号、波拉号、扎拉号、阜姆号。

四艘扎拉级重巡洋舰在服役后就经常参与舰队演習和海上阅兵，她们几乎总是共同行动，不遗余力地对外展示意大利皇家海军的实力。从1932年8月到1937年6月，扎拉级先后在演习和阅兵中接待了国王维托里奥·埃马努埃莱三世、总理墨索里尼、匈牙利攝政王米克洛什和納粹德國元帅勃洛姆堡。1938年5月5日，德国元首阿道夫·希特勒前来意大利进行国事访问，墨索里尼借此机会举办了一场盛况空前的海上阅兵，向他的德国盟友炫耀。其间扎拉号和阜姆号进行了射击演示，给元首留下了深刻的印象。
同时，扎拉级也代表意大利政府积极介入西班牙内战。1936年9月，波拉号前往西班牙水域进行示威巡弋，并以保卫意大利利益为由停泊于帕爾馬；而戈里齐亚号则奔赴希洪，疏散当地的意大利公民并带往法国的滨海勒韦尔东。随后她驶向德国，在基爾港同納粹德國海軍施佩伯爵海军上将号装甲舰、英國皇家海軍涅普頓号巡洋舰等共庆1936年柏林奥运会。回国途中发生了一个小插曲：8月24日，戈里齐亚号的前航空燃油舱意外爆炸，不得不前往英属直布罗陀大修。趁检修之机，英国官员仔细检查了戈里齐亚号，意识到该船已严重违反了华盛顿海军条约的吨位限制。但当时意大利已宣布不再续签第二次伦敦海军条约，吨位限制对意大利已经失效，最终英国也未发照会抗议。
1939年3月7日，隶属于西班牙共和军的三艘轻巡洋舰和八艘驱逐舰从西班牙卡塔赫纳港出发逃往黑海。意大利海军得知消息后派扎拉级重巡洋舰全体出动，拦截西班牙舰队并试图让其驶向意大利奥古斯塔港。西班牙舰队拒绝了意大利人的要求，最终前往法属突尼斯并在那里被法国人解除武装。之后的几个月，扎拉号、戈里齐亚号和波拉号转战巴尔干，以舰炮支援義大利入侵阿爾巴尼亞的攻势。

### 第二次世界大战
1940年6月10日，意大利王國遵守和纳粹德国之间的钢铁条约，对法国和英国宣战。扎拉号、阜姆号和戈里齐亚号分配至第一分舰队（扎拉号任舰队旗舰），而波拉号则和两艘特伦托级组成第二分舰队（波拉号任舰队旗舰）。她们时常出动截击过往于地中海的英国商船队，偶尔也为己方商船护航。扎拉级经历的首次舰队战发生于1940年7月的卡拉布里亚，来自英国皇家海军鹰号航空母舰的剑鱼式鱼雷轰炸机多次试图雷击扎拉级，无一命中。扎拉级随后贴近英军舰队，集中火力攻击旗舰厌战号战列舰，同样无果而终。意军准备脱离战斗时，英军巡洋舰趁势追击，最终被意军重巡洋舰的猛烈火力击退。这场战斗双方不分胜负。同年11月英军突袭塔蘭托时，四艘扎拉级重巡洋舰全部停泊在塔兰托港内。由于英军舰载机的目标集中于战列舰，尽管意军损失惨重，但扎拉级全部毫发无损，戈里齐亚号还击落了英军损失的两架飞机中的一架。11月27日，在斯巴提芬托角海战中，波拉号发挥主炮射程长的优势，在23（12海里）的距离上准确命中英军贝里克郡号重巡洋舰，摧毁其Y炮塔并引发大火。不过到了12月14日，她却在一次小规模空袭中被炸伤，必须入坞维修。
1941年3月26日，意大利海军出动维托里奥·维内托号战列舰及包括全部扎拉级在内六艘重巡洋舰，准备袭击英国商船队。英军司令康寧漢得知情报后将计就计，派出一支由一艘航空母舰和三艘战列舰为主力的地中海舰队前往克里特以南海域设伏备战。3月29日，双方于马塔潘角海面遭遇。英军可畏号航空母舰出动舰载机对意大利舰队施行多轮空袭。在第三波空袭中，英国的鱼雷机没能找到维内托号，于是转而攻击重巡洋舰。波拉号被一枚鱼雷击中右舷舰舯，锅炉严重损毁，瘫痪在海面上。扎拉号和阜姆号奉命返回保护波拉号。与此同时，英军主力侦测到波拉号的方位，便从50海里（93）赶来准备将其围歼。深夜22时，英军勇士号、巴汉号和厌战号战列舰在雷达的指引下靠近波拉号，而意军重巡洋舰由于缺少类似设备，直到英军靠近至6海里（11）处才注意到其存在。意军观察哨以为是前来救援的友军舰队，不仅毫无戒备，还发信号弹指引方向。当双方距离仅3,800碼（3,500）时，英军战列舰打开探照灯，同时全炮齐射。扎拉号瞬间被四发来自厌战号的和五发来自勇士号的侧舷齐射命中，阜姆号也挨了九发381（15.0英寸）穿甲弹，X炮塔直接炸飞。短短三分钟的交火后，英舰扬长而去。阜姆号在23时15分率先沉没，而扎拉号苟延残喘到次日凌晨2时30分才沉入海底。此时波拉号尚未被英军攻击，但在目睹姐妹舰遭英舰蹂躏后，其船员主动弃舰，纷纷跳海逃生。英军收容了波拉号的船员，并准备把她当戰利品拖回亚历山大港，但由于担心意大利空军反击最终作罢。英国人只是登舰拆走几门急需的20毫米高射炮后就由驱逐舰将波拉号击沉。一夜之间，四艘扎拉级损失了三艘，而英军仅受到扎拉号上40毫米高射炮的零星还击，毫发无损。扎拉号、阜姆号、波拉号分别有783人、812人和328人阵亡，其中包括意军舰队司令卡罗·卡塔内奥中将。
戈里齐亚号因为没留下来保护波拉号，反而躲过了一劫。她继续为破坏盟军海上运输线而频繁出动，参与了1941年12月的第一次苏尔特海战和1942年3月第二次苏尔特海战，但除了曾在交火中对英军驱逐舰造成些许损伤外无甚建树。1943年4月10日，美國陸軍航空軍出动B-17轟炸機空袭意大利海军港口拉马达莱娜，戈里齐亚号被三枚炸弹和若干近失弹重创，在损管人员努力下才得以保全。两天后，戈里齐亚号驶向拉斯佩齐亚维修，又被轰炸机炸伤。修理工作从5月10日开始，仅四个月后，意大利就與盟國停戰，戈里齐亚号和博尔扎诺号这两艘意大利海军仅存的重巡洋舰在船坞内被德軍接管。为了防止德国将其用作阻塞船封锁港口，1944年6月22日，意大利蛙人潜入拉斯佩齐亚港口，试图用英国的战车式人操鱼雷炸沉这两艘重巡洋舰。博尔扎诺号被成功击沉，戈里齐亚号中雷后虽严重进水但仍然浮在水上，直到1945年4月盟军解放拉斯佩齐亚后才由意大利人才重新夺回。鉴于其损毁严重，已无维修价值，新成立的意大利海军决定直接将其废弃。1947年2月，戈里齐亚号被拆毁。

### 引用
1. 1 2 3  Treaty Cruisers 2005，第55-56頁.
2. 1 2 3 4  Hogg & Wiper 2004，第18, 24, 46, 54頁.
3. 1 2  Brescia 2012，第77頁.
4. 1 2 3  Hogg & Wiper 2004，第47頁.
5. ↑  Jordan 2011，第144頁.
6. 1 2  Brescia 2012，第75頁.
7. 1 2 3 4 5  Brescia 2012，第76頁.
8. 1 2 3 4 5 6 7 8  Chesneau & Gardiner 1980，第292頁.
9. 1 2 3  Fraccaroli 1972，第102頁.
10. ↑  Chesneau & Gardiner 1980，第283頁.
11. ↑  Friedman 2013，第310頁.
12. ↑  Brescia 2012，第73-74頁.
13. ↑  Campbell 1985，第326頁.
14. ↑  Campbell 1985，第339頁.
15. ↑  Campbell 1985，第71頁.
16. 1 2  Okun 2009.
17. ↑  Fitzsimons 1977，第2614頁.
18. ↑  Stephen 1988，第65-67頁.
19. ↑  Stephen 1988，第69頁.
20. ↑  Friedman 2013，第262-264頁.
21. ↑  Stille 2011，第24頁.
22. ↑  Marriott 2006，第113頁.
23. 1 2 3  Hogg & Wiper 2004，第46頁.
24. ↑  Hogg & Wiper 2004，第18頁.
25. ↑  Greene & Massignani 2002，第70-77頁.
26. ↑  O'Hara 2013，第78-79頁.
27. ↑  O'Hara 2013，第91頁.
28. ↑  Smith 2008，第139-141頁.
29. ↑  Greene & Massignani 2002，第157-159頁.
30. ↑  O'Hara 2013，第97頁.
31. ↑  Cernuschi, Brescia & Bagnasco 2010，第283頁.
32. ↑  Fioravanzo 2014，第480-481頁.
33. ↑  Brescia 2012，第78頁.

### 文献
- Brescia, Maurizio. . Barnsley: Seaforth. 2012: 256. ISBN 1-84832-115-5 （英语）.
- Campbell, John. . Annapolis: Naval Institute Press. 1985: 403. ISBN 0-87021-459-4 （英语）.
- Cernuschi, Enrico; Brescia, Maurizio; Bagnasco, Erminio. . Albertelli. 2010: 64. ISBN 88-87372-86-1 （意大利语）.
- Chesneau, Roger; Gardiner, Robert. . Annapolis: Naval Institute Press. 1980. ISBN 978-0870219139 （英语）.
- Fioravanzo, Giuseppe. . II – La guerra nel Mediterraneo – Le azioni navali – Tomo Primo: dal 10 giugno 1940 al 31 marzo 1941. Rome: Ufficio Storico della Marina Militare. 2014: 536. ISBN 978-8807885327. OCLC 561483188 （意大利语）.
- Fitzsimons, Bernard.  24. London, UK: Phoebus. 1977. ISBN 0-8393-6175-0 （英语）.
- Fraccaroli, Aldo. . Profile Publications Ltd. 1972: 120 （英语）.
- Friedman, Norman. . Barnsley: Seaforth Publishing. 2013: 318. ISBN 9781844681761 （英语）.
- Greene, Jack; Massignani, Alessandro. . London: Greenhill Books. 2002. ISBN 978-1861761903 （英语）.
- Hogg, Gordon E.; Wiper, Steve. . Flowers, T. A. (illustrator). Tucson: Classic Warships Publishing. 2004: 72. ISBN 0-9710687-9-8 （英语）.
- Jordan, John. . Seaforth Publishing. 2011: 288. ISBN 9781848321175 （英语）.
- Jordan, John; Dent, Stephen. . Bloomsbury Publishing. 2015: 208. ISBN 9781844862962 （英语）.
- Marriott, Leo. . Barnsley, UK: Pen and Sword. 2006: 224. ISBN 9781844154197 （英语）.
- Marriott, Leo. . Casemate Publishers. 2005: 185. ISBN 9781844151882 （英语）.
- O'Hara, Vincent P. . Annapolis: Naval Institute Press. 2013: 362. ISBN 1-59114-648-8 （英语）.
- Okun, Nathan. . 2009  [2017-07-01]. （原始内容存档于2013-09-19） （英语）.
- Stephen, Martin. Grove, Eric , 编. . Naval Institute Press. 1988: 225. ISBN 978-0870215568 （英语）.
- Stille, Mark. . Paul Wright (illustrator). Bloomsbury Publishing. 2011: 48. ISBN 9781849088312 （英语）.
- Smith, Peter Charles. . Stackpole Books. 2008: 499. ISBN 9780811735148 （英语）.